# Eva Angelina
Eva Angelina (Orange County, Califòrnia, 14 de març de 1985) és una model eròtica i actriu porno nord-americana. Va començar la seva carrera als 18 anys i és famosa tant per les seves actuacions en una gran varietat de gèneres, fins i tot gonzo, com pel fet de portar ulleres. Ha guanyat diversos premis importants en els anys 2007 i 2008, inclòs el AVN 2008 a la Millor Actriu (Video).

## Biografia
Angelina té orígens cubans, xinesos, irlandesos i anglesos. Ha declarat que procedeix d'una família adinerada que ho va perdre tot quan ella tenia tretze anys. Va entrar en la indústria del porno com a resposta a un anunci en un periòdic, rodant la seva primera escena amb Shane's World Studios.
Eva va ser al Col·legi de Foothill en Tustin, Califòrnia, que és una ciutat del Comtat d'Orange, als Estats Units.
Eva va ingressar al món del porno 3 mesos després d'haver complert 18 anys. Assegura haver estat tan ansiosa per fer porno que va començar a fer els seus primers vídeos casolans a l'edat de 13 anys.
Angelina és coneguda per practicar el sexe portant les ulleres posades. És tan característic en ella que en un lliurament dels Premis AVN ningú la va reconèixer sense les ulleres. Les seves actuacions en el IAFD i el AWMDB abasten una àmplia gamma de gèneres incloent interracial, esclavitud (bondage), sexe en grup, etc - recentment també va incloure el sexe anal i la DP al seu repertori en les pel·lícules Upload (2007), I for Eva (2008) i Big Wet Asses 12 (2008) (que va anar la seva primera pel·lícula gonzo anal).
Entre maig i novembre de 2004 es va prendre un descans en la seva professió per desig del seu nuvi, temps durant el qual va reprendre els seus estudis i va treballar en Romà's Macaroni Grill a València (Califòrnia).
Eva va tornar a la pornografia després del suïcidi del seu nuvi el 7 de novembre de 2004. A la fi de 2005 va estar considerant la possibilitat d'ingressar en la US Navy, encara que al final no ho va fer.
Al juny de 2008 l'actriu va anunciar un descans en la seva carrera a causa del seu embaràs fruit de la relació que mantenia amb el seu marit, Danny Mountain, del que es va separar en 2009.
El 9 de desembre de 2008 va néixer la seva filla Silvi.
En 2010, va ser triada Penthouse Pet del mes de juny. Aquest mateix any va anunciar la seva retirada de la indústria.
El 2012 va tornar als estudis d'enregistrament amb escenes com la realitzada per a la productora Naughty America on apareix al costat de l'actor Xander Corvus.

## Filmografia
Eva ha aparegut en més de 140 films i pàgines d'Internet:
- Addicted New Sensations (2006)
- Busty Beauties: More Than a Handful Hustler (2006)
- Dona Vinci Lloeu Hustler (2006)
- Eva Angelina Xarxa Light District (2006)
- Ghetto Fabulous Ninn Worx (2006)
- Suki the possesion (2007)
- Big Wet Asses 12
- I for Eva (2008)
- Hard Day's Work (2010)
- Anal Bombshells (2012)

## Premis

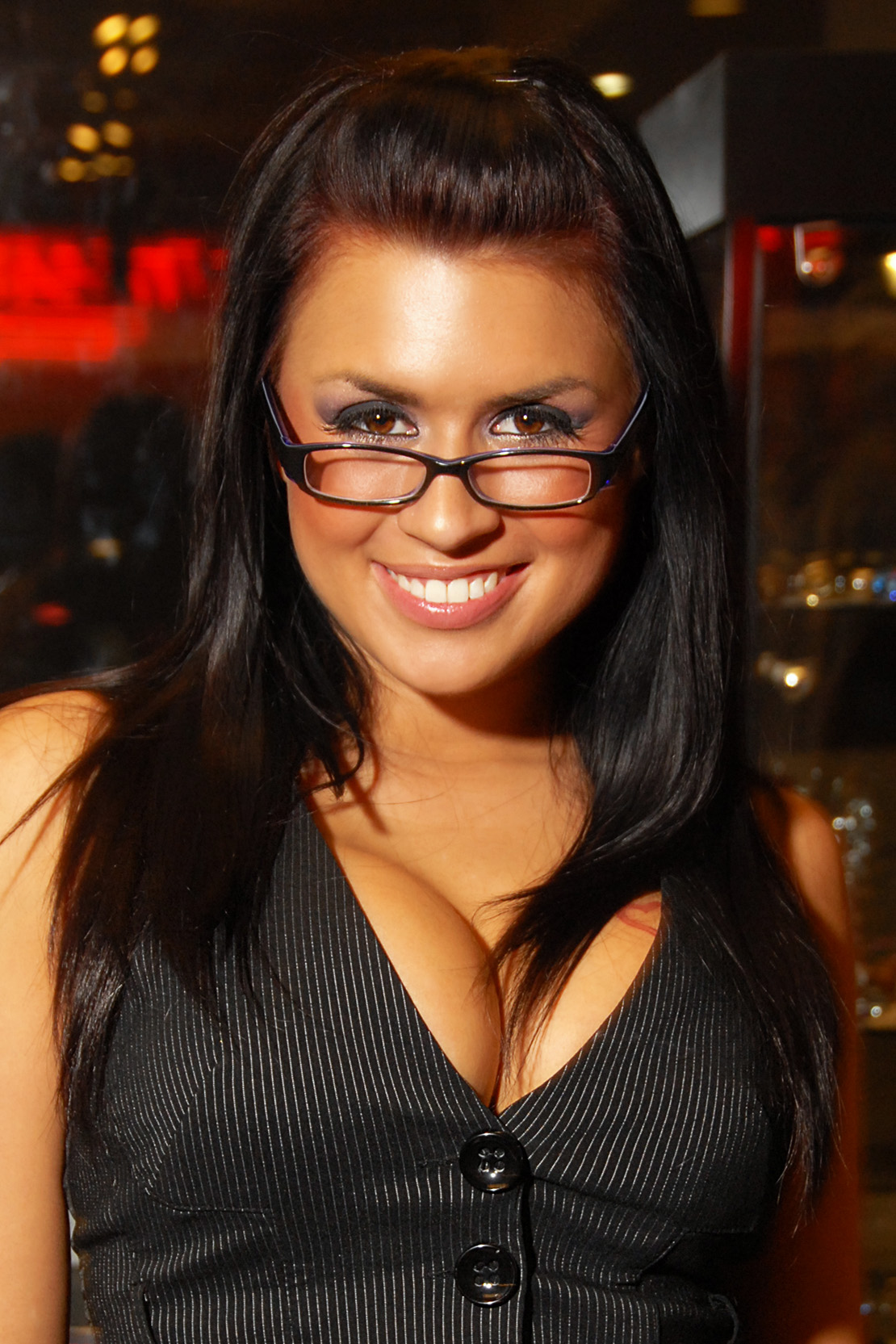
Angelina portant les seves ulleres

- 2007 Nightmoves a la Millor Actriu - Premio Especial del Públic
- 2008 The Hottest Girl in Porn
- 2008 AVN a la Millor Actriu (Video) per Upload
- 2008 AVN a la Millor Escena (Video) per Upload
- 2008 Adult DVD Empire's Empire Girl
- 2008 XBIZ a la Millor Artista Femenina
- 2008 XRCO a la Millor Actriu per Upload

## Publicacions
- Fox (Febrer, 2006)
- Hustler (Novembre, 2005)
- Genesis (Octubre, 2005)